# Hieracium laevimarginatum
Hieracium laevimarginatum — вид рослин із родини айстрових (Asteraceae).

## Середовище проживання
Ендемік Криму, Україна.
Росте в букових лісах на південних схилах гір. 